# Діентамебіаз
Діентамебіаз (англ. Dientamoebiasis) — протозойна хвороба, яку спричинює Dientamoeba fragilis. Перебігає з діареєю та болем у животі.

## Актуальність
Діентамеби поширені у всьому світі. У США показники поширеності коливаються від 1,4 до 38 % в залежності від регіону. Найчастіше хвороба трапляється серед дітей віком до 10 років, в організованих колективах, серед місіонерів, що працюють у тропічних країнах.

## Етіологія
D. fragilis відноситься до найпростіших, може жити у товстій кишці людини. Це своєрідне найпростіше, що раніше науковці відносили до амеб за особливостями переміщення завдяки формуванню псевдоподій, але на сьогодні у неї виявлено джгутики і тому вона вважається близькою до родини Trichomonadida і роду Histomonas. Родова і видова назва збудника є похідними від наявності двоядерного трофозоїта і фрагментованого характеру ядерного хроматину відповідно. Однак помітні ядра тільки у фіксованих пофарбованих препаратах, у нативних розпізнати їх зазвичай неможливо, що може призводити до діагностичних помилок. Розмір паразита 5–20 мкм, цитоплазма неоднорідна, вакуолізована, може іноді містити бактерії та еритроцити.
На відміну від більшості інших кишкових найпростіших D. fragilis не утворює цисту. Відповідно, зараження між людьми відбувається під час стадії трофозоїта. Діентамеби пересуваються найбільш активно в свіжих фекаліях, але швидко змінюються — утворюють округлу форму, ціпеніють, чутливі до аеробного середовища, гинуть і дисоціюють, якщо їх помістити у сольовий розчин, водопровідну або дистильовану воду.

## Епідеміологічні особливості
D. fragilis виявлено в неочищених стічних водах. Збудник передаються при споживанні води або їжі, забрудненої фекаліями. Високий рівень (40 %) супутньої інфекції інших найпростіших свідчить про фекально-оральний механізм передачі та, можливо, шляхом зараження на поверхні яєць Enterobius vermicularis — збудника ентеробіозу. Вважалося, що хвороба є антропонозом, однак останнім часом у свиней зафіксовано високу поширеність інфекції. Тобто не виключається зоонозна передача цього паразита від тварин.

## Патогенез
D. fragilis паразитує від сліпої кишки до прямої кишки; однак зазвичай страждають сліпа кишка і проксимальна кишка. Уражає слизову оболонку товстої кишки, не проникаючи в навколишні тканини. Зумовлює еозинофільну запальну відповідь на слизовій оболонці товстої кишки. Діентамеби можуть діяти як хронічний подразник, що спричинює надмірну секрецію слизу і підвищену моторику кишечника. При патоморфологічному дослідженні видалених при операції червоподібних відростках, що містять діентамеби, знаходили фіброз, що проникав у лімфоїдні утворення слизової оболонки. Як і деякі інші найпростіші (наприклад, Cyclospora cayetanensis, Giardia lamblia, Cryptosporidium parvum) D. fragilis спричинює захворювання у людини незалежно від імунного статусу.

## Клінічні прояви
Найчастіше зустрічається біль у животі та діарея. Діарея часто хронічна, триває понад два тижні, іноді з домішками слизу і крові. Хвороба може перебігати як безсимптомно, так і тяжко. Також може бути втрата ваги, блювання, підвищення температури тіла та залучення інших органів травлення. З'являється свербіж у ділянці ануса. Симптоми можуть бути сильнішими у дітей.

## Діагностика
Заснована на виявленні трофозоїтів D. fragilis у свіжих фекаліях, потрібно досліджувати щонайменше шість їх проб (мазків) впродовж 3–6 днів. Один мазок дає позитивний результат лише у 50-60 % випадків. Три мазки збільшують ефективність до 70-85 %, а шість — до 90-95 %. Оскільки трофозоїти швидко руйнуються у довкіллі, проби необхідно досліджувати негайно або помістити в консервант — полівініловий алкоголь.

## Лікування
Для лікування хворих використовуються:
- метронідазол по 0,25-0,5 г 3 рази на день перорально протягом 10 днів;
- тинідазол призначають у дозі 2 г на прийом перорально за добу протягом 3 днів;
- орнідазол можливо застосовувати при кишковому амебіазі, але він краще діє при позакишковій локалізації процесу. Його призначають 0,5-2,0 за добу, кратність прийому та тривалість визначають індивідуально;
- ніфурател у дозі 0,4 г 2-3 рази на добу 10 днів.

Дані щодо їх відносної ефективності нечисленні. За неефективності цих препаратів рекомендовано прийом паромоміцину (500 мг 3 рази на добу), якій в Україні станом на січень 2020 року не зареєстрований.

## Профілактика
Полягає у дотриманні загальних правил по боротьбі з інфекціями з фекально-оральним механізмом передачі. Специфічну профілактику не розроблено.